# (3307) Athabasca
(3307) Athabasca es un asteroide perteneciente al cinturón de asteroides, descubierto el 28 de febrero de 1981 por Schelte John Bus desde el Observatorio de Siding Spring, Nueva Gales del Sur, Australia.

## Designación y nombre
Designado provisionalmente como 1981 DE1. Fue nombrado Athabasca en homenaje a una zona de Norteamérica que los nativos denominaron con ese nombre.